# Мисаел Ескути
Мисаел Ескути Ровира (на испански: Misael Escuti Rovira, роден на 20 декември 1926 г. в Копиапо, починал на 3 януари 2005 в Сантяго) е бивш чилийски футболист. Игралият на поста вратар Ескути е рекордьор по брой изиграни мачове за първенство за отбора на Коло Коло с 417 мача. За националния отбор има 40 мача. Четирикратен шампион на Чили, бронзов медалист от световното първенство в Чили и двукратен сребърен медалист от Копа Америка.

## Успехи
С Коло Коло
- Шампион на Чили (4): 1953, 1956, 1960, 1963
- Купа на Чили (1): 1958

С националния отбор
- Световно първенство по футбол:
  - Трето място (1): 1962
- Копа Америка:
  - Второ място (2): 1955, 1956